# Fien Troch
Fien Troch (Londerzeel, 1978) is een meermaals genomineerd en gelauwerd Vlaams filmregisseuse.
Fien Troch studeerde in 2000 af aan de Sint-Lukas Hogeschool te Brussel, waar ze ook doceert. Ze schreef en regisseerde een aantal korte films die de aandacht trokken. Haar eerste langspeelfilm, Een ander zijn geluk vertelt over de reacties in een dorp na een verkeersongeluk waarin een kind het leven laat. In 2006 maakte ze een theateruitstap met de regie van de slapstick Oei Klets, bewegingstheater voor de jeugd. Haar tweede langspeelfilm, het liefdesdrama Unspoken, over de plotse verdwijning van een jong meisje, ging in wereldpremière op het Internationaal filmfestival van Toronto, en werd ook vertoond op de festivals van San Sebastian en Gent. De film kwam in 2009 in de Vlaamse zalen.
In 2007 kreeg ze een Bronzen Leeuw voor een door haar geregisseerde reclamespot op het reclamefestival van Cannes. Actrice Emmanuelle Devos kreeg op het 26ste Internationaal Filmfestival van Turijn de prijs als beste actrice voor haar rol in Unspoken.
In oktober 2008 won Fien Troch de Jo Röpcke-award en op 2 februari 2009 de Vlaamse Cultuurprijs voor Film 2008.
Fien Troch is de dochter van Ludo Troch, bekroonde monteur van vele Vlaamse langspeelfilms. Troch woont samen met haar man en tevens haar vaste filmmonteur Nico Leunen en hun twee zonen in Molenbeek.
- Gemeinsame Normdatei: 139007334
- International Standard Name Identifier: 0000 0001 3360 0131
- Nationale Bibliotheek van Tsjechië: xx0187771
- Nederlandse Thesaurus van Auteursnamen: 304456772
- Système universitaire de documentation: 232809216
- Virtual International Authority File: 310665935
- WorldCat: E39PBJy4fpfpM9xBBphPwFQTHC